# هاینریش فون ترایچکه
هاینریش فون ترایتشکه (آلمانی: Heinrich von Treitschke؛ ۱۵ سپتامبر ۱۸۳۴ – ۲۸ آوریل ۱۸۹۶) یک تاریخ‌نگار اهل آلمان بود.